# Chaînes d'Ougarta
Les chaînes d'Ougarta, aussi appelées monts d'Ougarta, dans la région de la Saoura, sont un massif montagneux du sud-ouest algérien. Le massif, orienté nord-ouest/sud-est, s'étale sur une longueur de près de 250 km, pour une largeur maximale de 50 km.
Le point culminant des chaînes d'Ougarta est le djebel Bet Touaris (altitude de 890 m), situé à l’extrême nord-ouest de la chaîne. Les autres sommets majeurs sont le djebel Rhemouma (867 m) et le djebel Berga Saida (855 m), tous deux situés au nord-ouest. Les autres sommets ont une altitude comprise entre 772 m (au nord-ouest) et 602 m (au sud-est).
Les chaînes d'Ougarta sont encadrées :
- à l'est par le grand erg occidental (la vallée de l'oued Saoura étant la limite entre les deux zones géographiques) ;

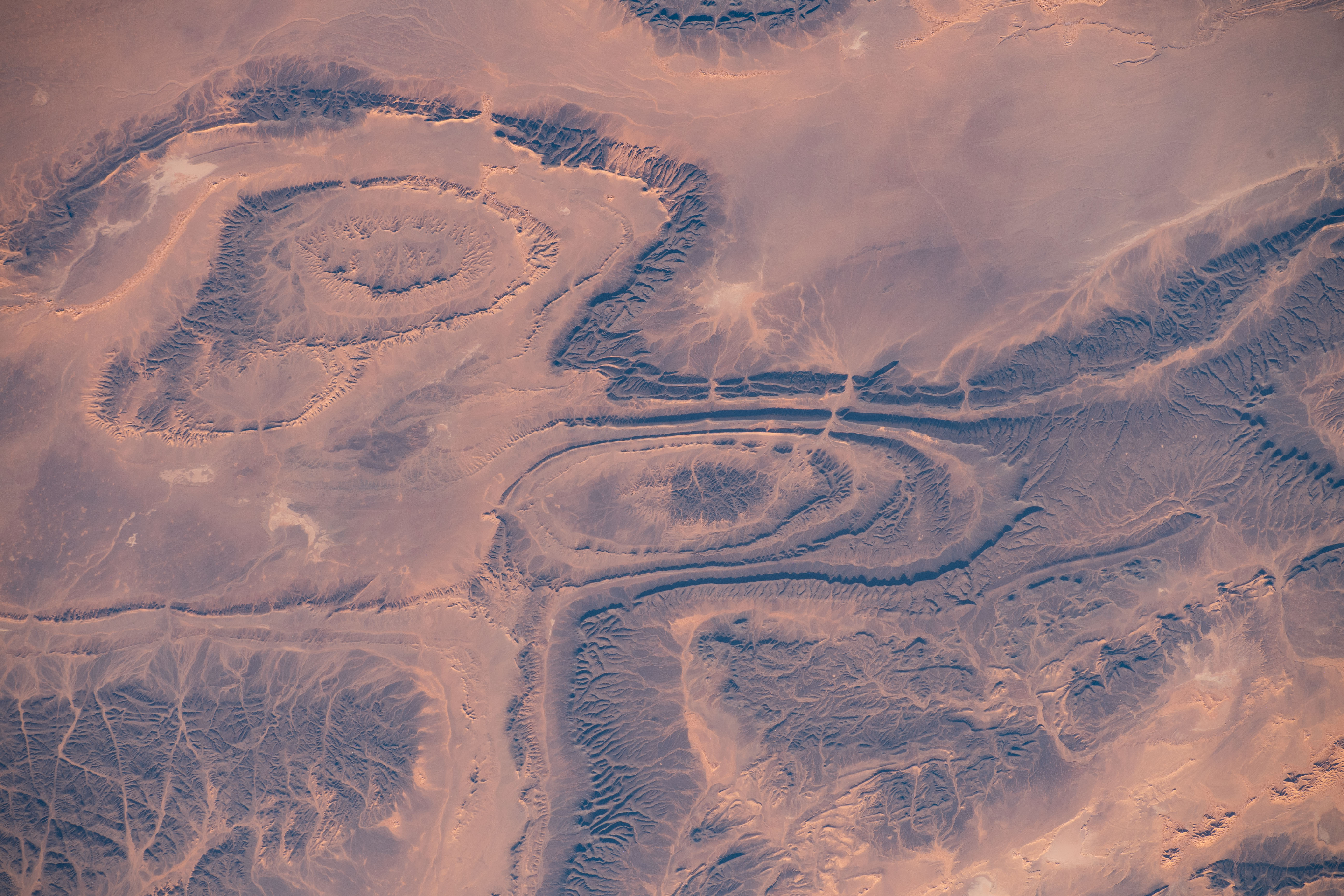
Les chaînes d'Ougarta depuis la Station spatiale internationale.

- et à l'ouest par l'erg Er Raoui.